# グラビテーション TV-tracks
『グラビテーション TV-tracks』は、2000年12月20日にアンティノスレコードよりリリースされたテレビアニメ『グラビテーション』のサウンドトラック。

## 概要
浅倉大介がサウンド・プロデュースを手掛け、オープニングテーマ「SUPER DRIVE」（サカノウエヨースケ）、エンディングテーマ「Glaring Dream」（コタニキンヤ）、挿入歌「Sleepless beauty」（K.ITO+D.K）、「THE RAGE BEAT」（コタニキンヤ）が収録されている。

## 収録曲
1. SUPER DRIVE (silent beat mix)
  - 作曲：サカノウエヨースケ・浅倉大介　編曲：櫻井浩司
2. SUPER DRIVE
  - 作詞：サカノウエヨースケ　作曲：サカノウエヨースケ・浅倉大介　編曲：浅倉大介
  - テレビアニメ『グラビテーション』オープニングテーマ
3. SUPER DRIVE (pure silence mix)
  - 作曲：サカノウエヨースケ・浅倉大介　編曲：櫻井浩司
4. SUPER DRIVE (zero basement mix)
  - 作曲：サカノウエヨースケ・浅倉大介　編曲：櫻井浩司
5. The First Dimension
  - 作曲/編曲：櫻井浩司
6. Glaring Dream (secret dream air mix)
  - 作曲：Mad Soldiers　編曲：櫻井浩司
7. Glaring Dream (a light in the black mix)
  - 作曲：Mad Soldiers　編曲：櫻井浩司
8. Glaring Dream
  - 作詞/作曲/編曲：Mad Soldiers
  - テレビアニメ『グラビテーション』エンディングテーマ
9. missing piece
  - 作曲/編曲：櫻井浩司
10. melting Noise
  - 作曲/編曲：櫻井浩司
11. Liquid Brain
  - 作曲/編曲：櫻井浩司
12. POWER CAVE
  - 作曲/編曲：櫻井浩司
13. Sleepless beauty (sacred beauty air mix)
  - 作曲：浅倉大介　編曲：櫻井浩司
14. Hypnotic Distortion
  - 作曲/編曲：櫻井浩司
15. Sleepless beauty
  - 作詞：井上秋緒　作曲/編曲：浅倉大介
  - テレビアニメ『グラビテーション』挿入歌
16. Sleepless beauty (snake bite mix)
  - 作曲：浅倉大介　編曲：櫻井浩司
17. THE RAGE BEAT (zoom mix)
  - 作曲：Mad Soldiers　編曲：櫻井浩司
18. THE RAGE BEAT
  - 作詞/作曲/編曲：Mad Soldiers
  - テレビアニメ『グラビテーション』挿入歌
19. THE RAGE BEAT (the last element mix)
  - 作曲：Mad Soldiers　編曲：櫻井浩司